# 谷物街 (布里斯托尔)
谷物街（Corn Street）是英格兰城市布里斯托尔市中心的一条街道。它与宽街（Broad Street）、葡萄酒街（Wine Street）和高街（High Street）这四条街交汇于高十字架（High Cross）。这四条街一带位于中世纪古城内，构成了布里斯托尔最早的核心。而从谷物街向西南延伸的克莱尔街，则通往The Centre。
沿谷物街有许多历史建筑。谷物街位于旧城和皇后广场保护区内。许多世纪以来，这里曾是布里斯托尔的商业和行政的中心，但近年来越来越多地转向购物、休闲和住宿。许多银行大楼和写字楼现在已改为酒吧和餐馆。

## 历史

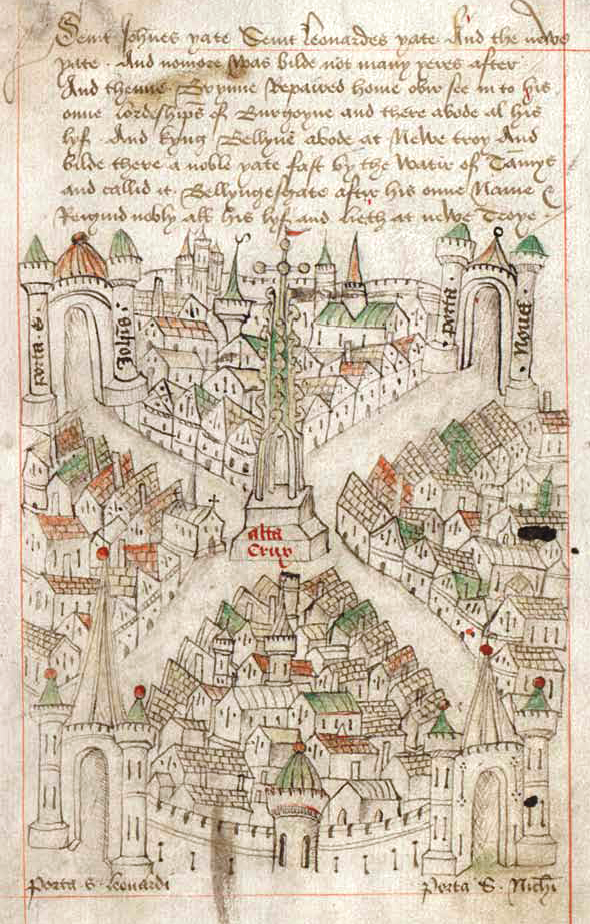

1479年的里卡特规划，是英国最早的城镇规划之一，标出谷物街的一端是高十字架，另一端是圣伦纳德门（St Leonard's Gate）。而三条交汇的街道也分别通往不同的城门。
谷物街这个名字的起源最有可能是因为在这里交易谷物。1813年，在布里斯托尔交易所开设了谷物市场，但这条街在13世纪初已称为老谷物街，因此似乎最早就是在这条街买卖谷物。
谷物街是从13世纪起的贸易中心，也是从18世纪起布里斯托尔银行业务的核心。

## 宗教
在谷物街上曾经有三座教堂：圣伦纳德堂（St Leonard's），位于谷物街西端的圣伦纳德门（St Leonard's Gate），即西城门；圣沃伯格堂（St Werburgh's Church），在小街的拐角处； 以及诸圣堂 (布里斯托尔)（All Saints' Church），靠近与高街的拐角处。其中只有诸圣堂还在原处。 

## 景点

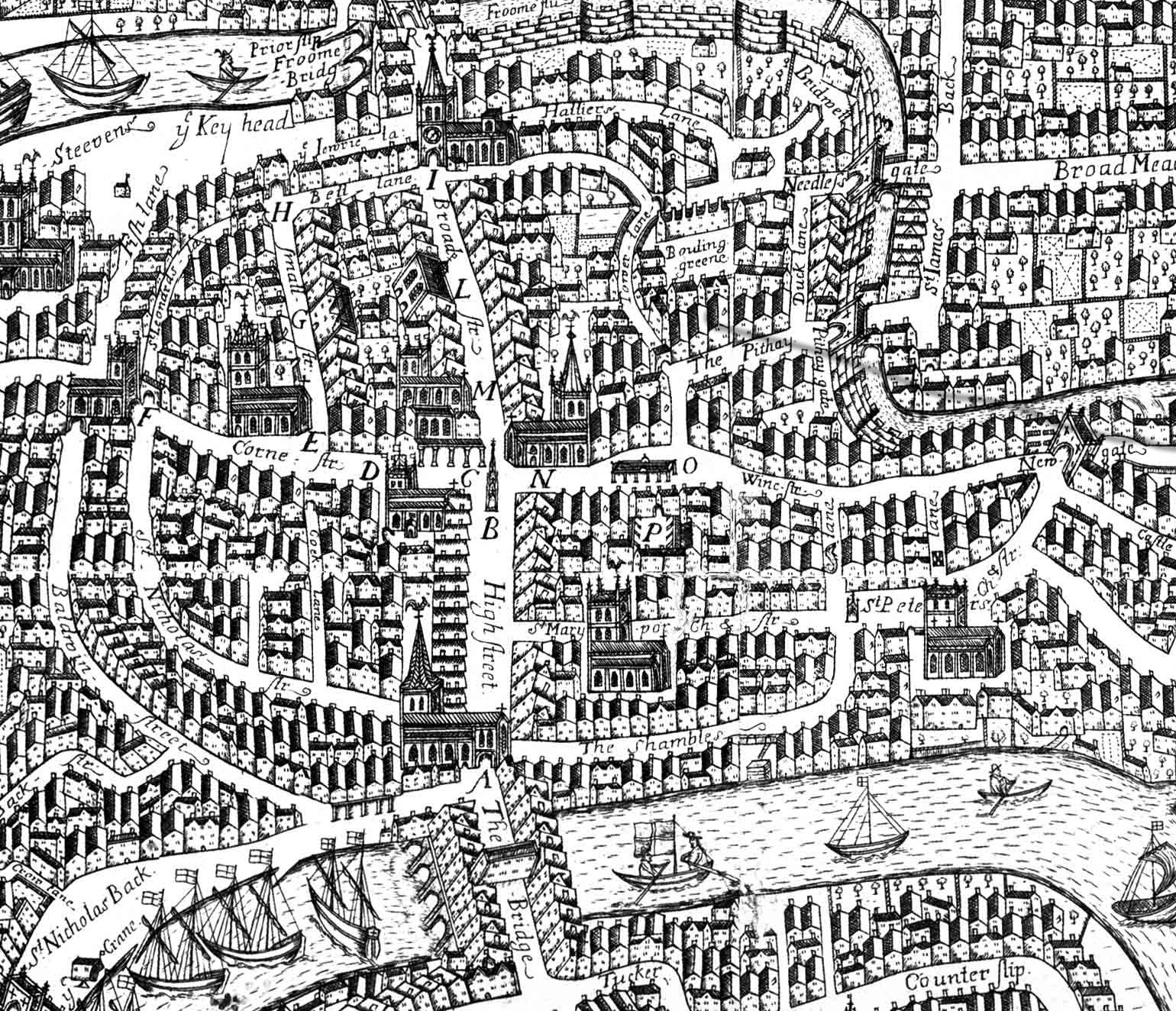
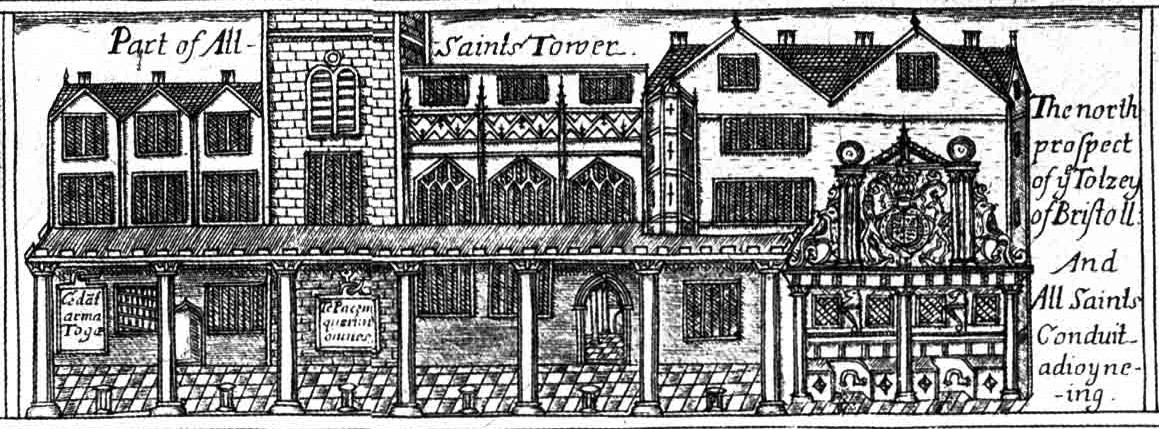
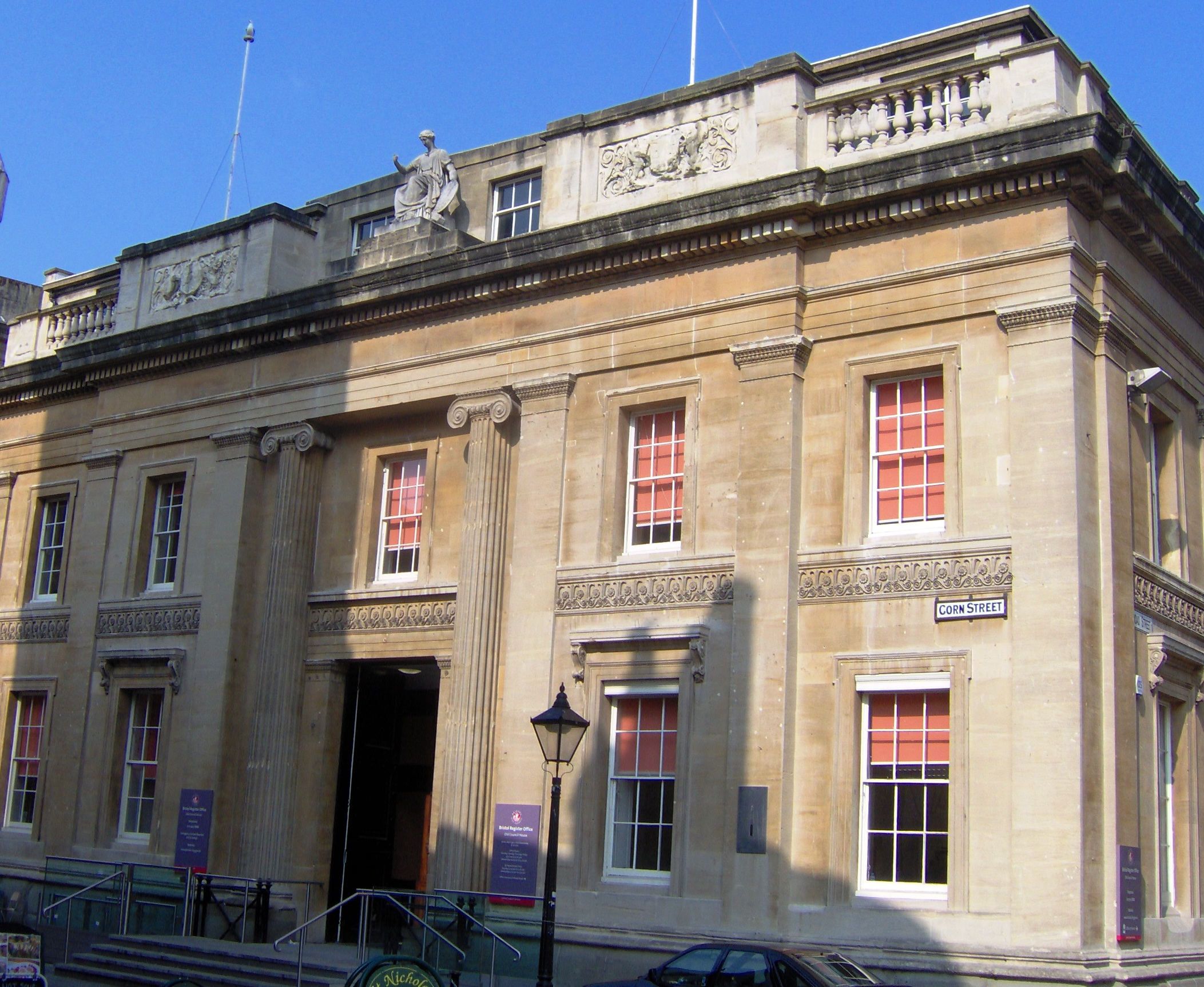
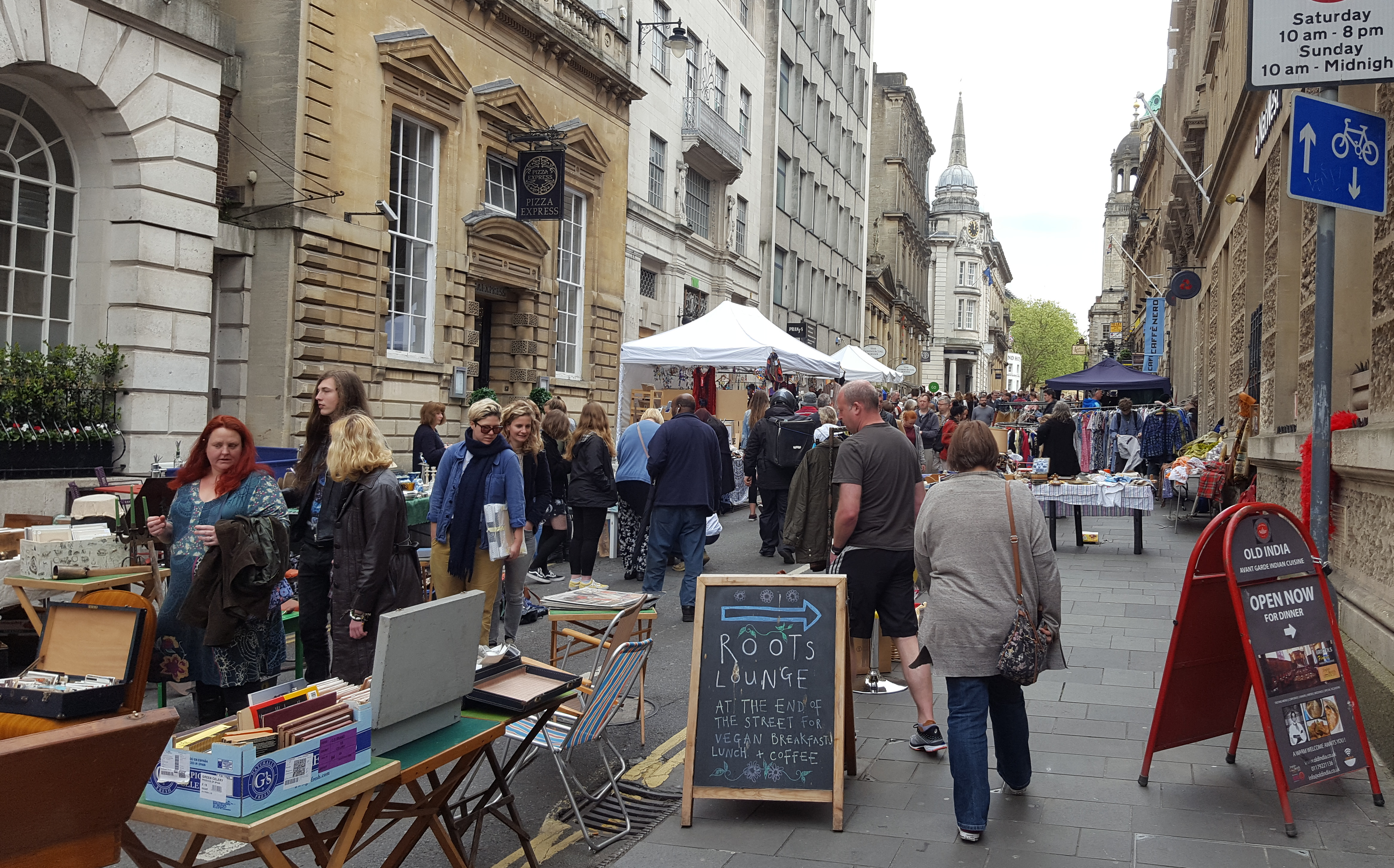
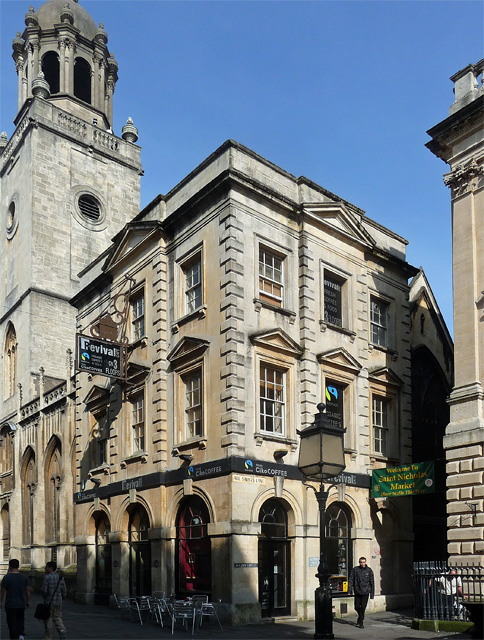
布里斯托尔交易所（The Exchange）, 建于1741-43年，是老约翰•伍德设计的杰出公共建筑。[7]前面有四张16世纪和17世纪的青铜桌子，是商人交易的地点。
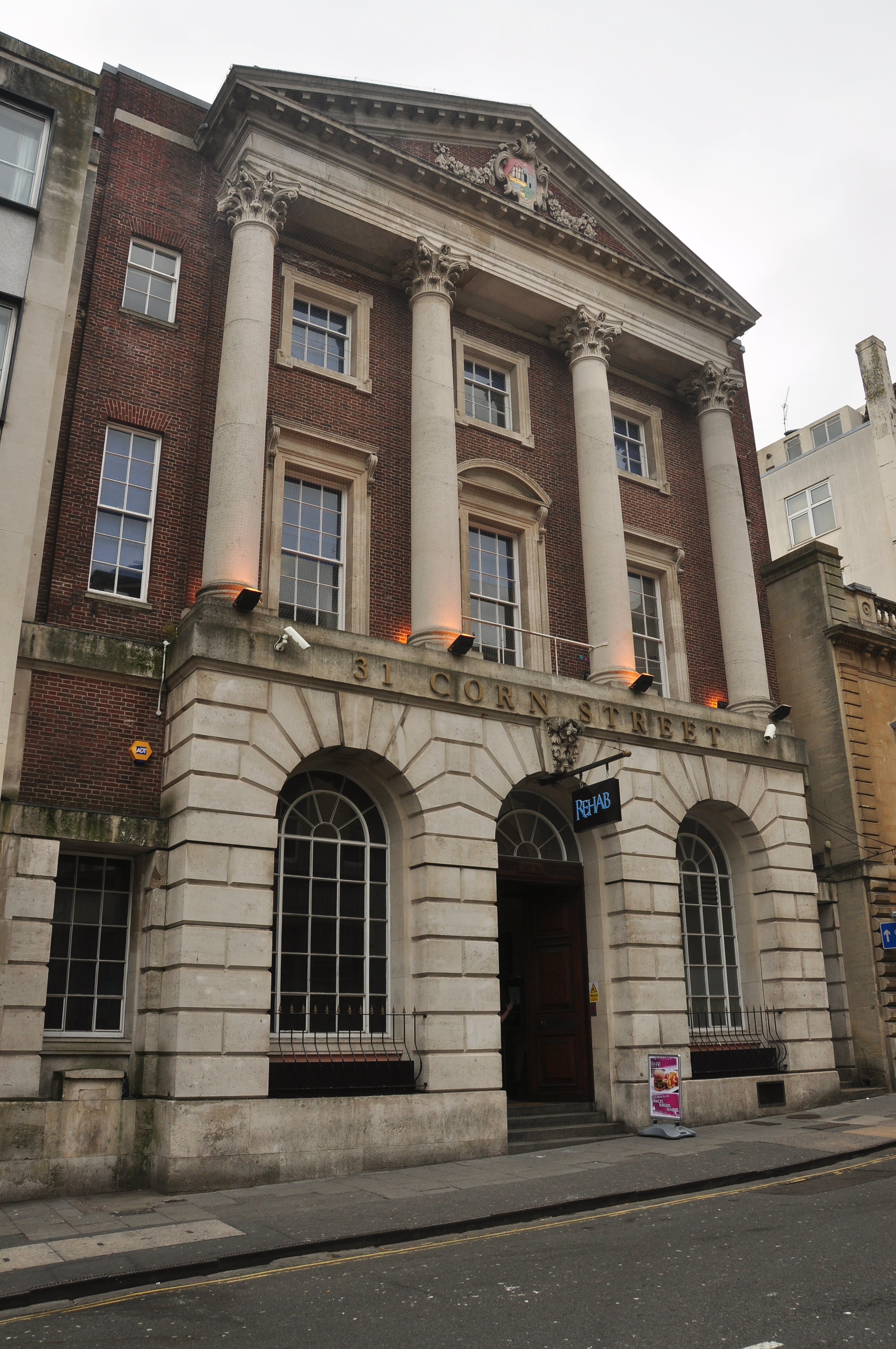
诸圣堂 (布里斯托尔)（All Saints' Church）可能创建于诺曼征服之前。它通常不向公众开放，但可以从门外一睹室内。
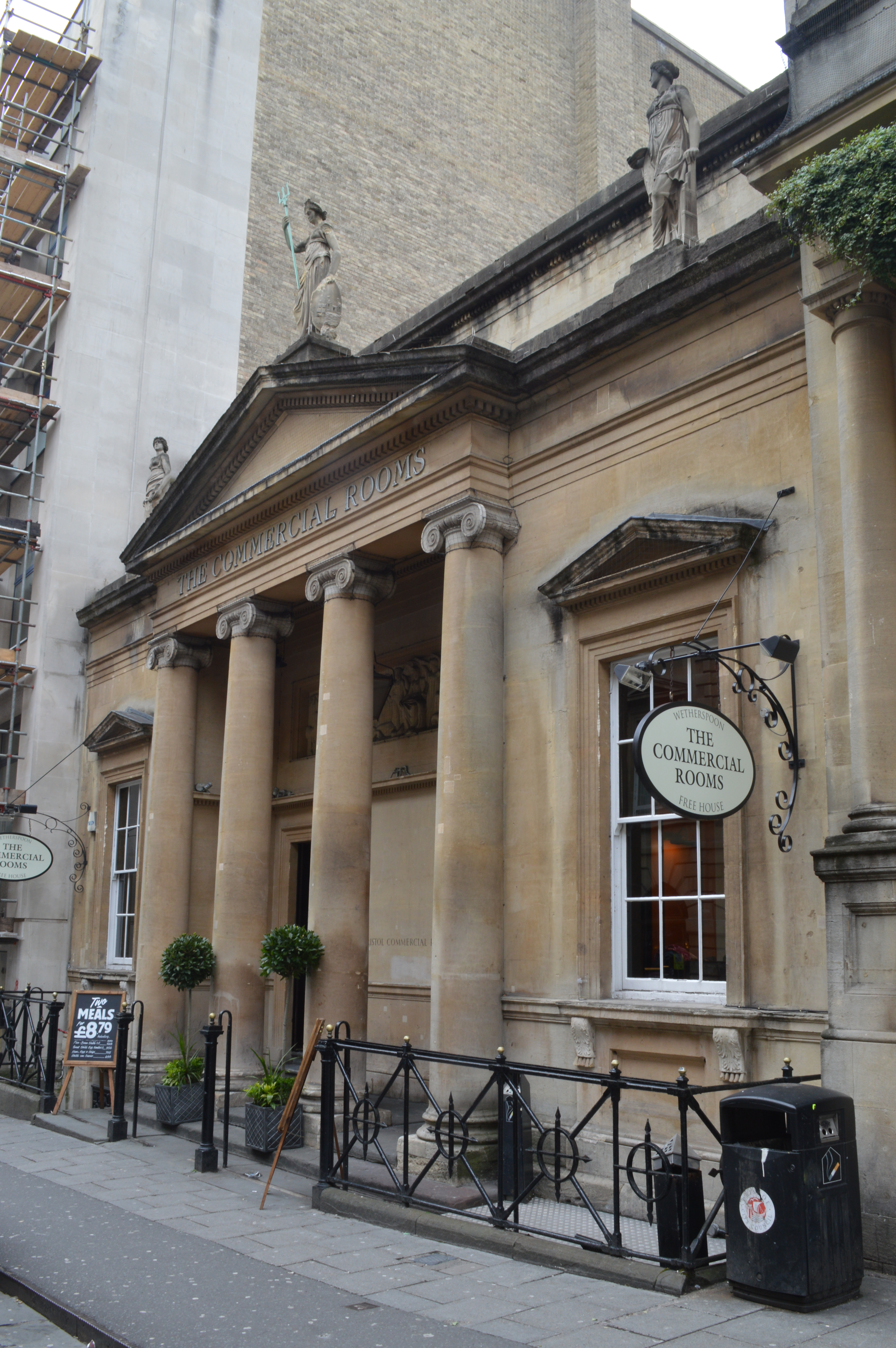
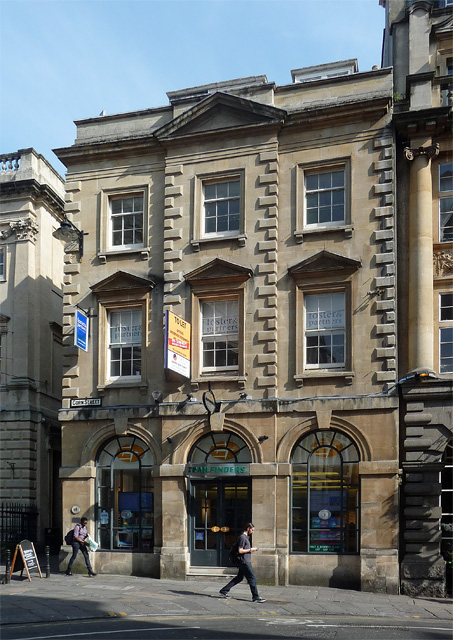
海港酒店（Harbour Hotel），建于1854-58年，原为西英格兰和南威尔士银行（West of England and South Wales Bank），拥有华丽的立面柱廊，以及石雕的船舶，狮子和樱桃。
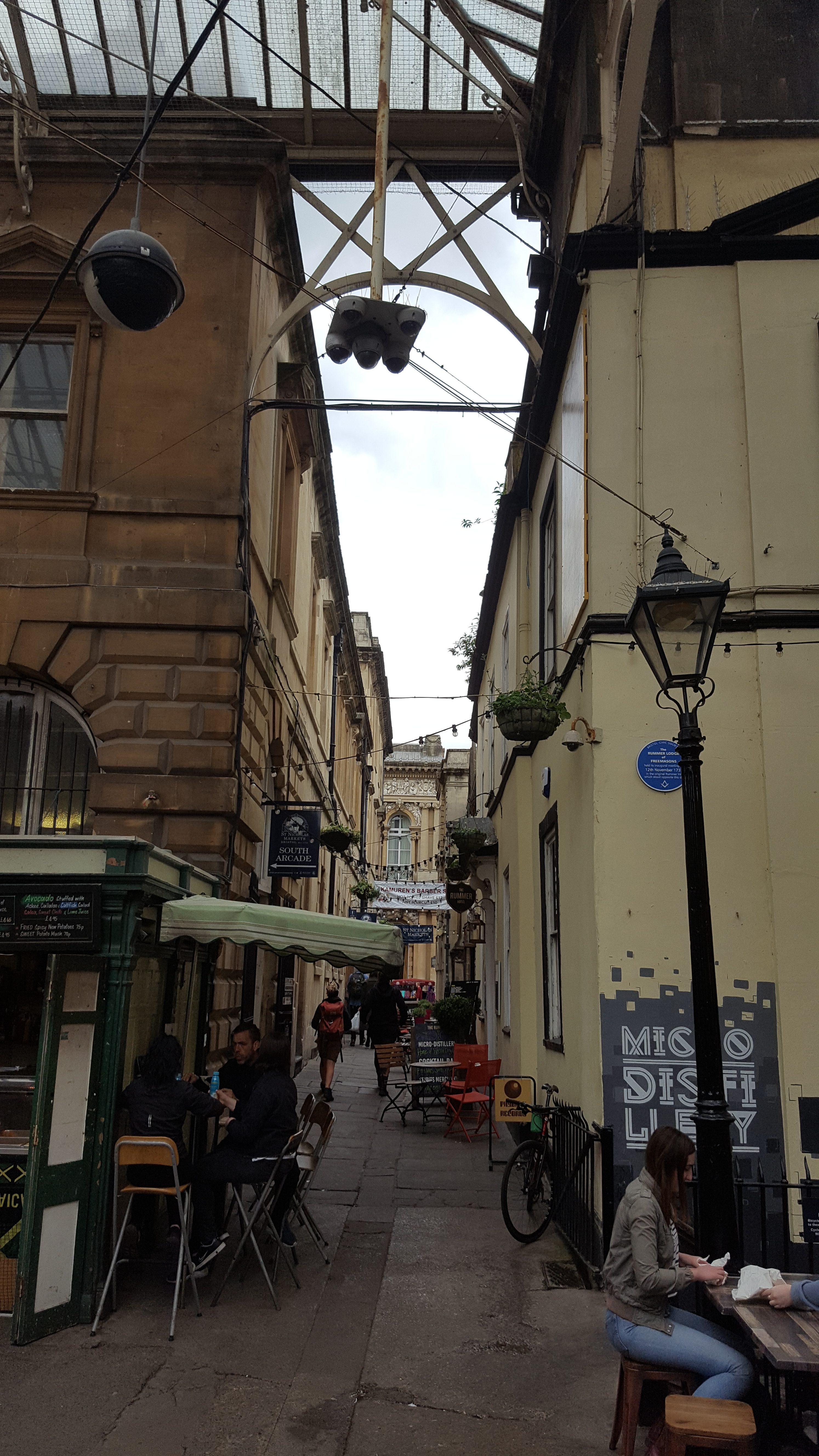
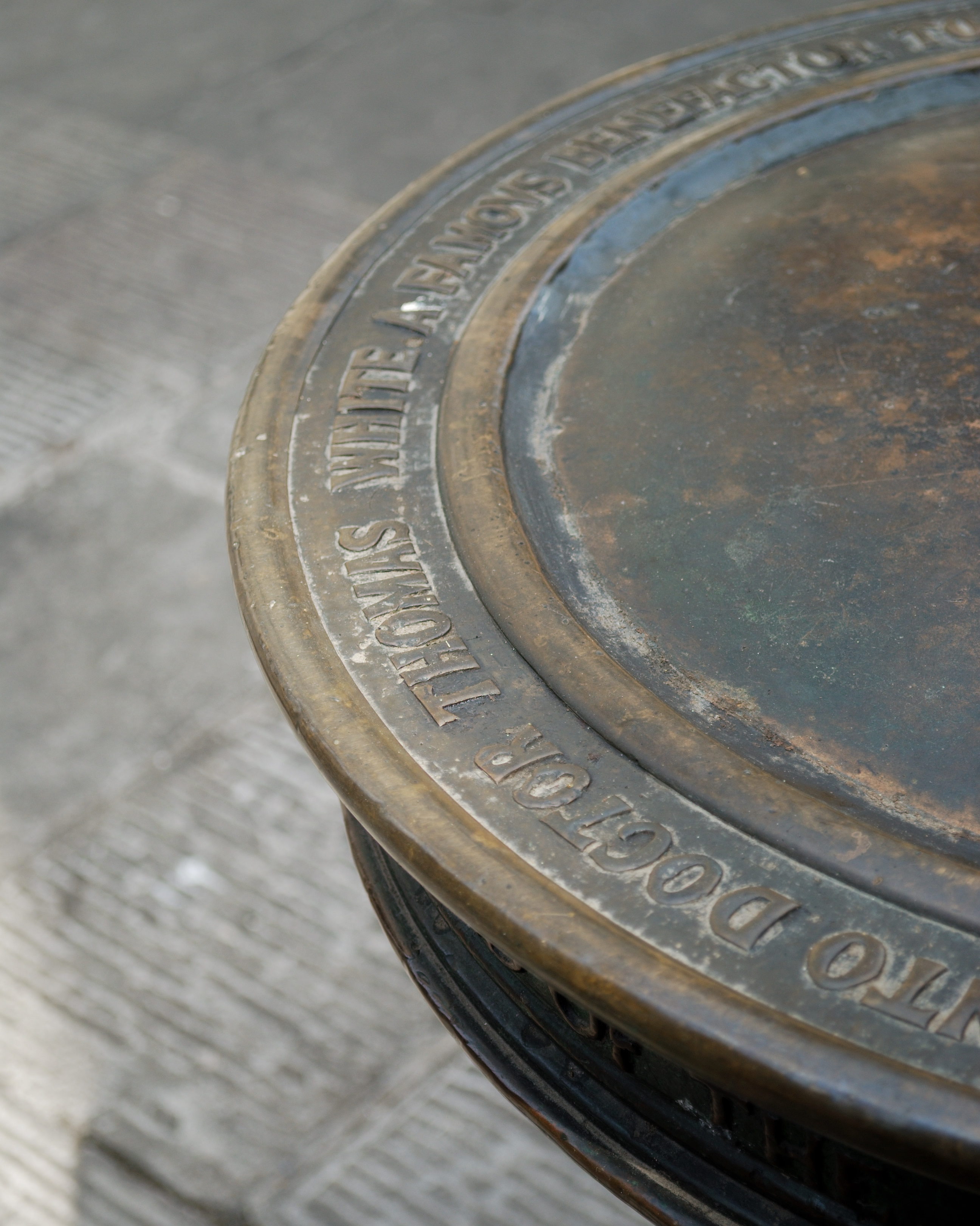
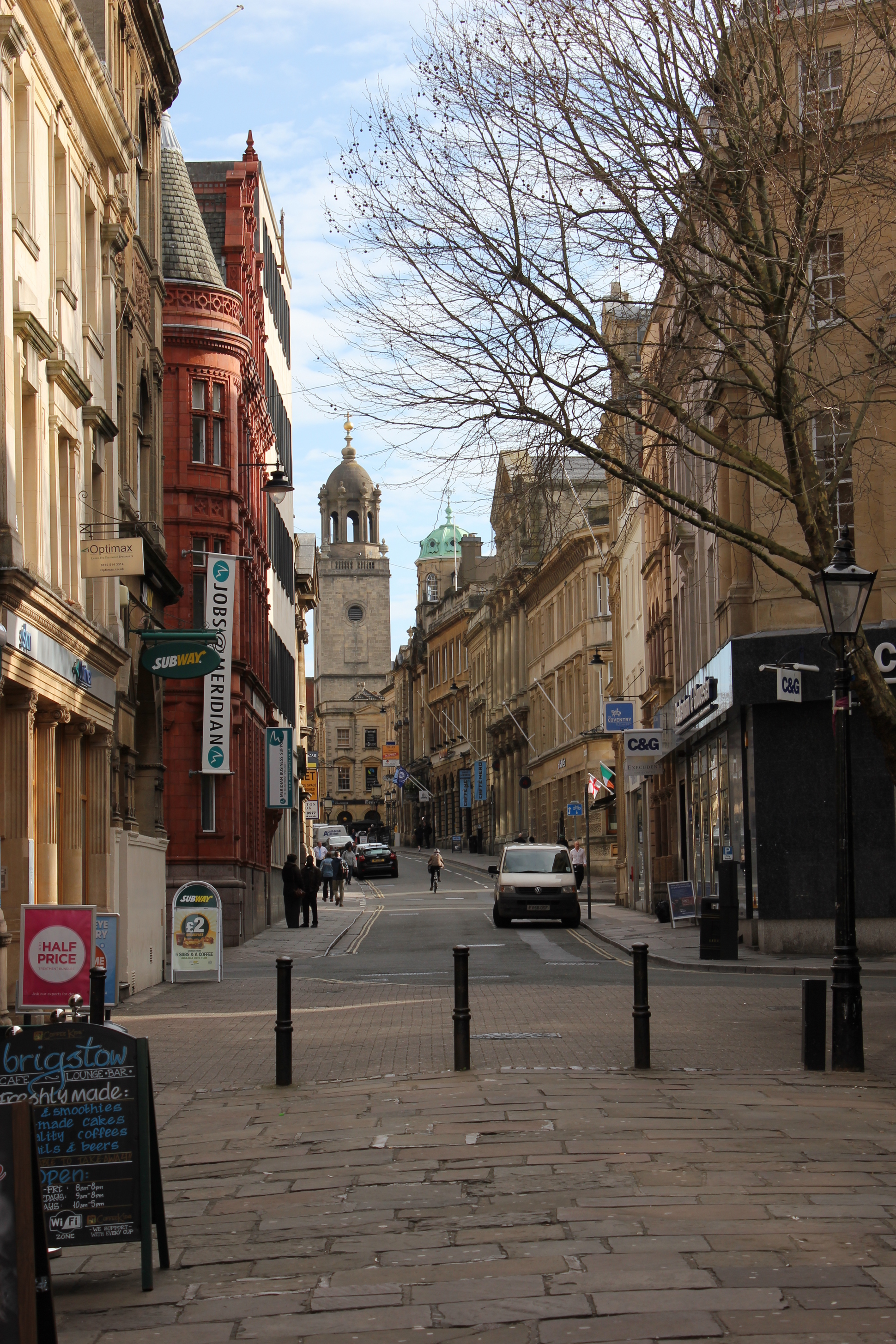
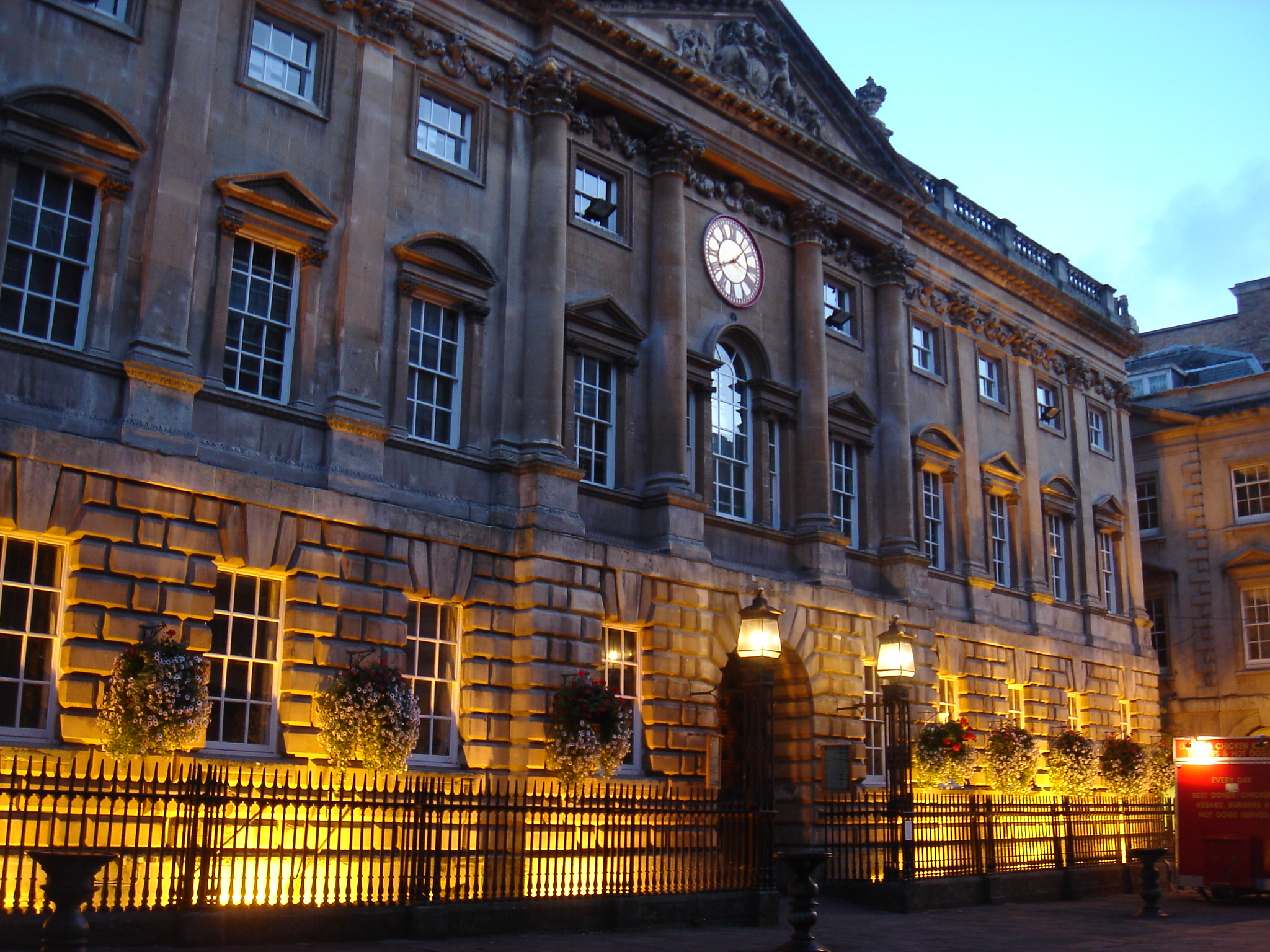
圣尼古拉斯市场

## 登录建筑
| 门牌                  | 保护级别 | 登录年份 | 描述                                                |
| --------------------- | -------- | -------- | --------------------------------------------------- |
| 谷物街31-33号         | II       | 1966     | 谷物街31-33号                                       |
| 谷物街32-34号         | II       | 1971     | 国家威斯敏斯特银行                                  |
| 谷物街35号            | II       | 1966     | 谷物街35号                                          |
| 谷物街36号            | II       | 1971     | 国家威斯敏斯特银行                                  |
| 谷物街37号            | II       | 1981     | 谷物街37号                                          |
| 谷物街38号            | II       | 1977     | Coutts Bank                                         |
| 谷物街40-42号         | II       | 1977     | 巴克莱银行                                          |
| 谷物街43号            | II*      | 1959     | Bristol Commercial Rooms and attached railings      |
| 谷物街44号            | II       | 1959     | Shaftesbury Chambers                                |
| 谷物街47号            | II       | 1977     | 谷物街47号                                          |
| 谷物街48号            | I        | 1959     | 旧邮局                                              |
| n/a                   | II       | 1977     | 谷物街布里斯托尔交易所西北角约2米处煤气灯           |
| n/a                   | I        | 1977     | Attached basement area railings to 布里斯托尔交易所 |
| n/a                   | I        | 1959     | The Nails                                           |
| n/a                   | II       | 1977     | 谷物街布里斯托尔交易所东北角约2米处煤气灯           |
| n/a                   | I        | 1959     | 布里斯托尔交易所                                    |
| 谷物街53-55号         | II*      | 1959     | 劳埃德银行                                          |
| 谷物街56号            | II*      | 1959     | 谷物街56号                                          |
| All Saints Court      | II       | 1959     | Glebe House and attached area railings              |
| 诸圣堂 (布里斯托尔)   | II*      | 1959     | 诸圣堂 (布里斯托尔)                                 |
| The Old Council House | II*      | 1959     | The Old Council House and attached front gates      |
| 谷物街58号            | II       | 1977     | 谷物街58号                                          |

- 谷物街56号
- 谷物街31号
- 谷物街48号
- 布里斯托尔交易所